# 芝堰村建筑群
29°21′42″N 119°20′57″E / 29.36167°N 119.34917°E
芝堰村建筑群位于浙江省金华兰溪市黄店镇的芝堰村，距新叶村不到4千米。
该村始建于南宋，现存明清建筑六十六座，以明代为主，占地2.5万平方米，其中代表性建筑有衍德堂、孝思堂、济美堂、成志堂、承显堂、光裕堂、善述堂、世德堂、世泽堂、楼上厅、荣褒五代、斗室乾坤、积厚流光等，分为宗祠和民居两大类。
2009年，国家文物局通过了“民宅翻建”的立项批复。